# Davis Bluff
Das Davis Bluff ist ein 400 m hohes Felsenkliff an der Ostküste von White Island im antarktischen Ross-Archipel. Es ragt 3 km nordöstlich des Isolation Point auf.
Das Advisory Committee on Antarctic Names benannte das Kliff 2005 nach dem US-amerikanischen Meeresbiologen Randall W. Davis von der Texas A&M University, der von 1977 bis 2003 die Weddellrobben im Gebiet des McMurdo-Sunds einschließlich White Island studiert hatte.